# Asperhofen
Asperhofen osztrák mezőváros Alsó-Ausztria St. Pölten-i járásában. 2024 januárjában 2354 lakosa volt. 

## Elhelyezkedése

Asperhofen a Sankt Pölten-i járásban

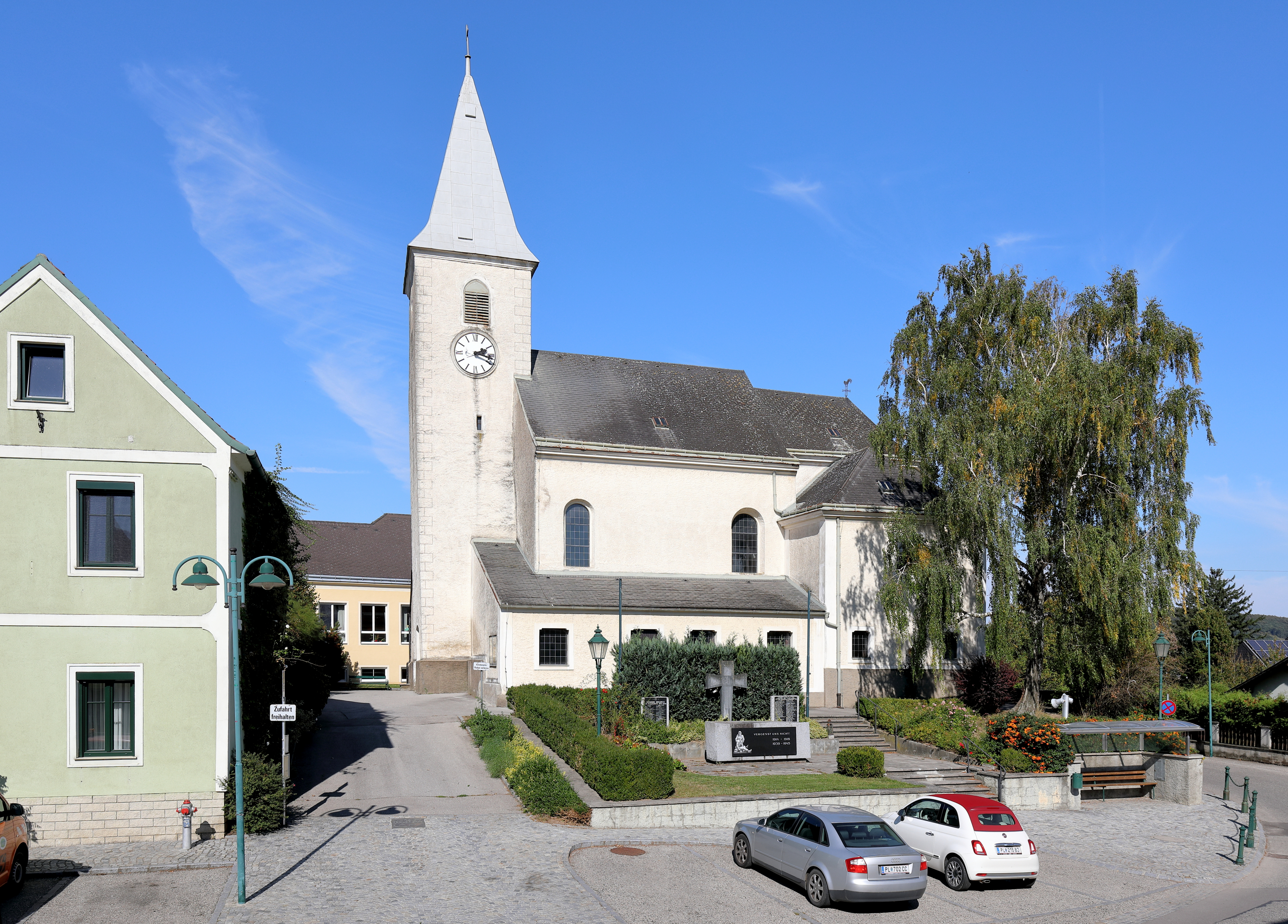
A Szt. Agáta-plébániatemplom

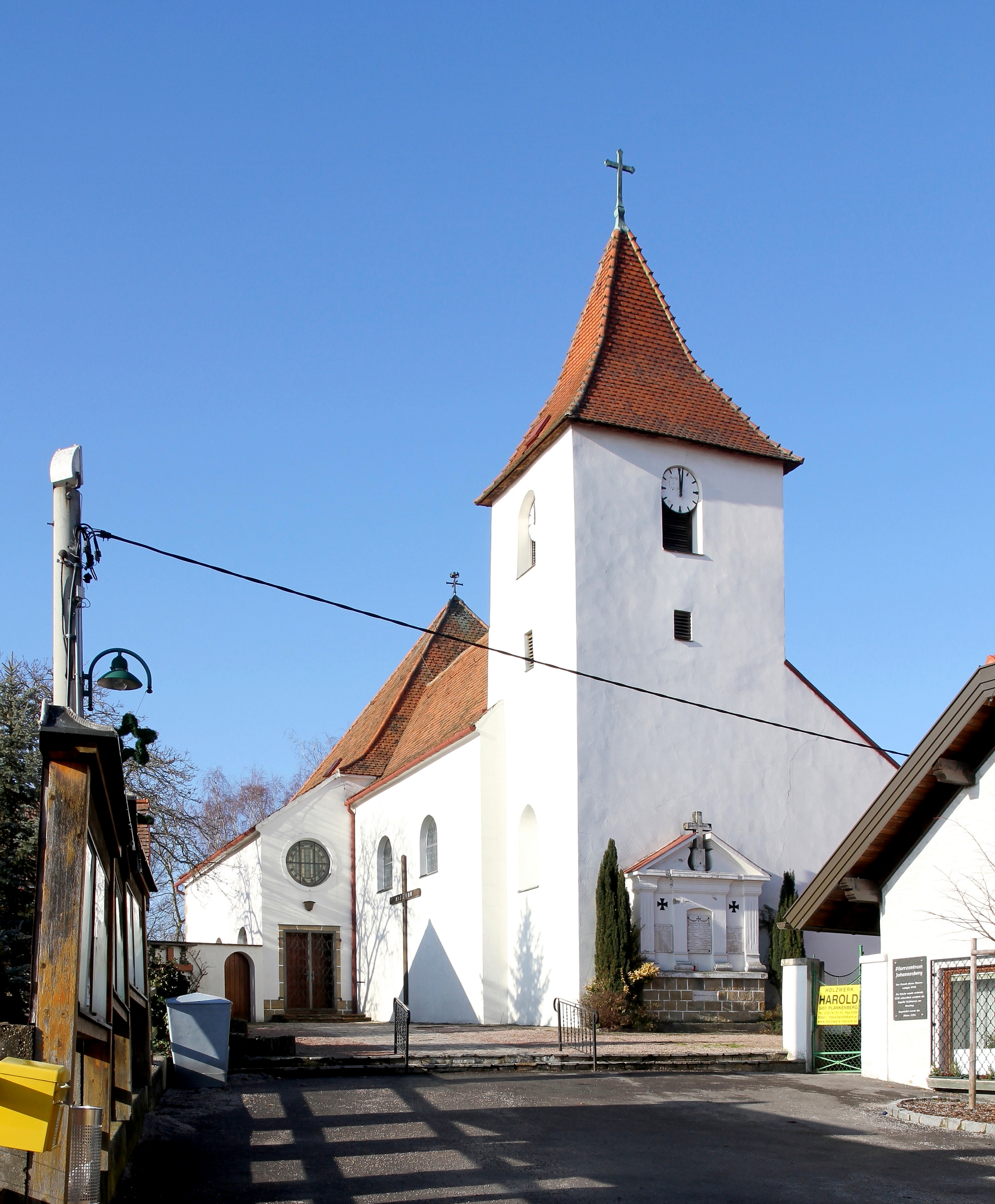
A Keresztelő Szt. János-plébániatemplom

Asperhofen a tartomány Mostviertel régiójában fekszik, a Bécsi-erdő északnyugati határán, a Große Tulln folyó mentén. Területének 21,6%-a erdő, 68,5% áll mezőgazdasági művelés alatt. Az önkormányzat 20 települést egyesít: Asperhofen (698 lakos 2024-ben), Diesendorf (99), Dörfl (37), Dornberg (44), Erlaa (61), Geigelberg (40), Grabensee (202), Großgraben (140), Habersdorf (33), Hagenau (42), Haghöfen (60), Johannesberg (49), Kerschenberg (23), Kleingraben (4), Maierhöfen (14), Paisling (59), Siegersdorf (425), Starzing (131), Weinzierl (17) és Wimmersdorf (176).  
A környező önkormányzatok: északra Michelhausen, keletre Sieghartskirchen, délkeletre Pressbaum, délre Maria Anzbach, nyugatra Neulengbach, északnyugatra Würmla.

## Története
Asperhofent 1037-ben említik először, amikor a geisenfeldi bencés kolostor birtoka lett. Később az osztrák hercegé lett, de a garsteni és a St. Pölten-i apátságoknak is voltak itt birtokai. 1326-ban a herceg Ludwig von Zelkingnek adományozta hűbérként, aki eladta Eberhard von Wallsee-nek, aki az általa alapított säusensteini cisztercita kolostornak adományozta. A szerzetesek lebontották a mai főtéren álló várat. 1593-ban ismét a St. Pölten-i apátsághoz került vissza. Asperhofen Abstetten filiáléja volt, 1683-ban saját plébánost kapott. Bécs 1683-as ostromakor a törökök elpusztították: 109 házát felgyújtották, 300 lakosát lemészárolták. 
Asperhofen csak 1899-ben vált önálló egyházközséggé. 1987-ben a községet mezővárosi rangra emelték. 

## Lakosság
Az asperhofeni önkormányzat területén 2024 januárjában 2354 fő élt. Lakosságszáma 1961 óta enyhén gyarapodó tendenciát mutat. 2022-ben az ittlakók 88,5%-a volt osztrák állampolgár; a külföldiek közül 1,1% a régi (2004 előtti), 7,1% az új EU-tagállamokból érkezett. 0,9% a volt Jugoszlávia (Horvátország és Szlovénia kivételével) vagy Törökország; 2,5% egyéb ország polgára volt. 2001-ben a lakosok 88,1%-a római katolikusnak, 1,7% evangélikusnak, 0,3% ortodoxnak, 1,5% mohamedánnak, 5,7% pedig felekezeten kívülinek vallotta magát. Ugyanekkor 7 magyar élt a mezővárosban; a legnagyobb nemzetiségi csoportot a németek (95,7%) mellett a horvátok alkották 1,8%-kal. 
A népesség változása:

| 2016 | 2 223 |
| 2018 | 2 206 |

## Látnivalók
- az asperhofeni Szt. Agáta-plébániatemplom
- a johannesbergi Keresztelő Szt. János-plébániatemplom
- az asperhofeni tájkert (Landesgarten Aspehofen)
- A Wilhelm Kisser-kilátó

## Híres aspenhofeniek
- Leopold Gegenbauer (1849–1903), matematikus
- Georg Danzer (1946–2007), zenész

## Testvértelepülések
- Zalakaros, Magyarország

## Fordítás
- Ez a szócikk részben vagy egészben  az   Asperhofen című német Wikipédia-szócikk ezen változatának fordításán alapul.  Az eredeti cikk szerkesztőit annak laptörténete sorolja fel. Ez a jelzés csupán a megfogalmazás eredetét és a szerzői jogokat jelzi, nem szolgál a cikkben szereplő információk forrásmegjelöléseként.